# Charlotte de Galles (2015)
Ne doit pas être confondu avec Charlotte de Galles (1796-1817).
Charlotte de Galles (Charlotte Elizabeth Diana), née le 2 mai 2015 à Londres (Royaume-Uni), est un membre de la famille royale britannique. Princesse du Royaume-Uni, elle est la fille du prince William, prince de Galles, et de son épouse Catherine Middleton et la sœur des princes George de Galles et Louis de Galles.
Petite-fille du roi Charles III, elle est troisième dans l'ordre de succession au trône britannique, ainsi qu'aux trônes des quatorze autres royaumes du Commonwealth, après son père William, prince de Galles, et son frère aîné George.

## Biographie

### Naissance
Annoncée le 8 septembre 2014, la grossesse de Catherine Middleton et la naissance de ce second enfant ont attiré l'attention de médias à grande diffusion dans de nombreux pays.
La princesse est née le 2 mai 2015 à 8 h 34 (heure locale BST), au St Mary's Hospital de Paddington à Londres, sous le règne de son arrière-grand-mère, la reine Élisabeth II. Elle pesait 3,7 kg.
Le 4 mai dans l'après-midi, il est annoncé que la nouveau-née sera appelée Charlotte Elizabeth Diana.
En septembre 2015, une étude réalisée par le cabinet Brand Finance, spécialisé dans l’évaluation de capital immatériel, évalue que la princesse Charlotte, âgée de quatre mois, a déjà apporté près de 3 milliards de livres sterling aux caisses de son pays, soit plus de 4,36 milliards d’euros.

### Baptême
La princesse Charlotte est baptisée le 5 juillet 2015 par l'archevêque de Cantorbéry, Justin Welby. Contrairement à la tradition récente de la famille royale britannique, la cérémonie n'a pas lieu dans le salon à musique du palais de Buckingham (comme ce fut le cas pour son père ou son grand-père) mais dans l'église Sainte-Marie-Madeleine à Sandringham. De manière plus traditionnelle, l'enfant porte une réplique de la robe de baptême de la fille aînée de la reine Victoria.
À l'occasion de son baptême, cinq parrains et marraines sont désignés. Les parents optent pour des proches plutôt que des membres de familles royales étrangères, tradition encore respectée au moment du baptême de William. Les parrains et marraines de Charlotte sont :
- Laura Fellowes (cousine maternelle du prince William),
- James Meade (ami de William et Catherine),
- Thomas van Straubenzee (ami de William et Catherine),
- Sophie Carter (amie de Catherine Middleton),
- Adam Middleton (cousin de Catherine Middleton)

### Éducation
En janvier 2018, la princesse Charlotte est scolarisée à l'école maternelle Willcocks Nursery School à Kensington.
Elle entre à l'école Thomas's London Day Schools (en) de Battersea en 2019 où elle rejoint son frère George qui y est scolarisé depuis 2017.
À partir de septembre 2022, la princesse Charlotte fréquente l'école préparatoire privée Lambrook, avec ses deux frères, située près du domicile familial.

## Titulature
En tant que membre de la famille royale britannique et conformément aux lettres patentes de la reine Élisabeth II accordant à tous les enfants du fils aîné du prince de Galles le titre de prince,, Charlotte est princesse du Royaume-Uni de Grande-Bretagne et d'Irlande du Nord avec le prédicat d'altesse royale. À sa naissance, la princesse Charlotte porte le nom de l'apanage de son père, c'est-à-dire « de Cambridge ».
Elle est connue sous les titres suivants :
- 2 mai 2015 - 8 septembre 2022 : Son Altesse Royale la princesse Charlotte de Cambridge[8] (naissance) ;
- 8 septembre 2022 - 9 septembre 2022 : Son Altesse Royale la princesse Charlotte de Cornouailles et de Cambridge ;
- depuis le 9 septembre 2022 : Son Altesse Royale la princesse Charlotte de Galles[N 3].

## Dans la fiction
La princesse Charlotte est l'un des personnages de la série d'animation américaine The Prince (2021).